# IST Entertainment
IST Entertainment (kor. 아이에스티엔터테인먼트) – południowokoreańskie zależne wydawnictwo muzyczne i agencja talentów należąca do Kakao Entertainment.

## Historia
W 2011 roku powstała niezależna wytwórnia firmy Cube Entertainment – A Cube Entertainment. W listopadzie 2015 roku LOEN Entertainment (obecnie Kakao M) nabył 70% udziałów firmy, czyniąc ją jednostką zależną. Wydawnictwo później zmieniło nazwę na Plan A Entertainment. Na początku 2018 roku Plan A Entertainment przejęła agencję aktorską Kakao M – E&T Story Entertainment, nabywając 60% akcji agencji. W maju 2018 roku Choi Jin-ho (założyciel i CEO) zrezygnował z funkcji, a 30% pozostałych akcji zostało sprzedanych za 3,51 mld wonów. W rezultacie Plan A stało się spółką całkowicie zależną od Kakao M.
13 lutego 2019 roku Kakao M wydało oświadczenie, że Plan A Entertainment i Fave Entertainment zostaną połączone 1 kwietnia. Wraz z połączeniem nazwa firmy została zmieniona na Play M Entertainment.
17 września 2021 roku Kakao Entertainment ogłosiło plan połączenia Play M Entertainment i Cre.ker Entertainment. 12 listopada 2021 roku ogłoszono, że nową nazwą firmy będzie IST Entertainment. Fuzja nastąpiła 1 listopada 2021 roku.

## Artyści

### Soliści
- Zia
- Song Kyung-il
- Na Do-Kyun
- Kim Shi-hyoung
- Kim Jae-ho (Nano)
- Jang Yi-jeong
- IU
- Huh Gak
- Jung Eun-ji (Apink)

### Zespoły
- Apink
- Victon
- The Boyz
- Bandage
- Weeekly
- Atbo

### E&T Story Entertainment
- Kim So-hyun